# Craig Heaney
Craig Heaney, är en brittisk skådespelare. Heaney är troligtvis mest känd för sin skildring av Pvt. Roy Cobb i den prisbelönade krigsserien Band of Brothers.

## Filmografi

### Filmer
- 2009 – Goal! III
- 2008 – The Dark Knight
- 2007 – Goal II: Living the Dream
- 2005 – Goal!
- 2002 – Staying Up (TV-film)
- 2000 – Out of Depth

### TV-serier
- 2009 - The Queen  (1 avsnitt)
- 2005-2008 - Distant Shores (12 avsnitt)
- 2007 - New Street Law (1 avsnitt)
- 1999, 2002 och 2006 - Casualty (3 avsnitt)
- 2005 - 55 Degrees North (1 avsnitt)
- 2003 - P.O.W. (6 avsnitt)
- 2002-2003 - Tillbaka till Aidensfield (2 avsnitt)
- 2003 - Clocking Off (1 avsnitt)
- 2002 - Mersey Beat (2 avsnitt)
- 2002 - Professor Cnut (1 avsnitt)
- 2002 - Breeze Block (? avsnitt)
- 2001 - Band of Brothers (6 avsnitt)
- 2000 - Grange Hill (1 avsnitt)
- 1999 - Läkarna på landet (1 avsnitt)
- 1999 - Dangerfield (1 avsnitt)
- 1999 - Badger (1 avsnitt)